# Mauritiosoma gibbosum
Mauritiosoma gibbosum är en mångfotingart som beskrevs av Karl Wilhelm Verhoeff 1939. Mauritiosoma gibbosum ingår i släktet Mauritiosoma, ordningen banddubbelfotingar, klassen dubbelfotingar, fylumet leddjur och riket djur. Inga underarter finns listade i Catalogue of Life.